# Overland (azienda)
La Overland è stata una Casa automobilistica statunitense attiva tra il 1903 e il 1926.

## Storia
È stata fondata da Claude Cox, un laureato del Rose–Hulman Institute of Technology, mentre lavorava alla Standard Wheel Company di Terre Haute, nel 1903. Nel 1905 la Standard Wheel permise a Cox di trasferire la Overland a Indianapolis, e ne divenne socia.
Nel 1908 la Overland fu acquistata da John North Willys. Nel 1910 fu terza nella classifica delle Case automobilistiche che vendettero più modelli nel mercato statunitense, dietro alla Ford e alla Buick, con 15.598 esemplari prodotti.
Nel 1912 l'azienda fu rinominata Willys-Overland. Le vetture marchiate Overland continuarono però ad essere prodotte fino al 1926, quando il marchio fu sostituito con Willys Whippet.
L'ultima traccia della storia della Overland rimane nella scritta, formata da mattoni, sulla ciminiera degli ex-stabilimenti Willys di Toledo, nell'Ohio.
Il nome “Overland” fu usato dalla Daimler-Chrysler nel 2003 per un allestimento di interni della Jeep Grand Cherokee.

## I modelli di automobili Overland dal 1909 al 1912
| Anno | Modello                                        |
| ---- | ---------------------------------------------- |
| 1903 | Modello 13                                     |
| 1904 | Modello 13, Modello 15                         |
| 1905 | Modello 15, Modello 17, Modello 18             |
| 1906 | Modello 16, Modello 18                         |
| 1907 | Modello 22                                     |
| 1908 | Modello 24                                     |
| 1909 | Modello 30, Modello 31, Modello 32, Modello 34 |
| 1910 | Modello 38, Modello 40, Modello 41, Modello 42 |
| 1911 | 20 hp, 25 hp, 30 hp, 40 hp                     |
| 1912 | Modello 58, Modello 59, Modello 60, Modello 61 |

## Galleria fotografica: le automobili

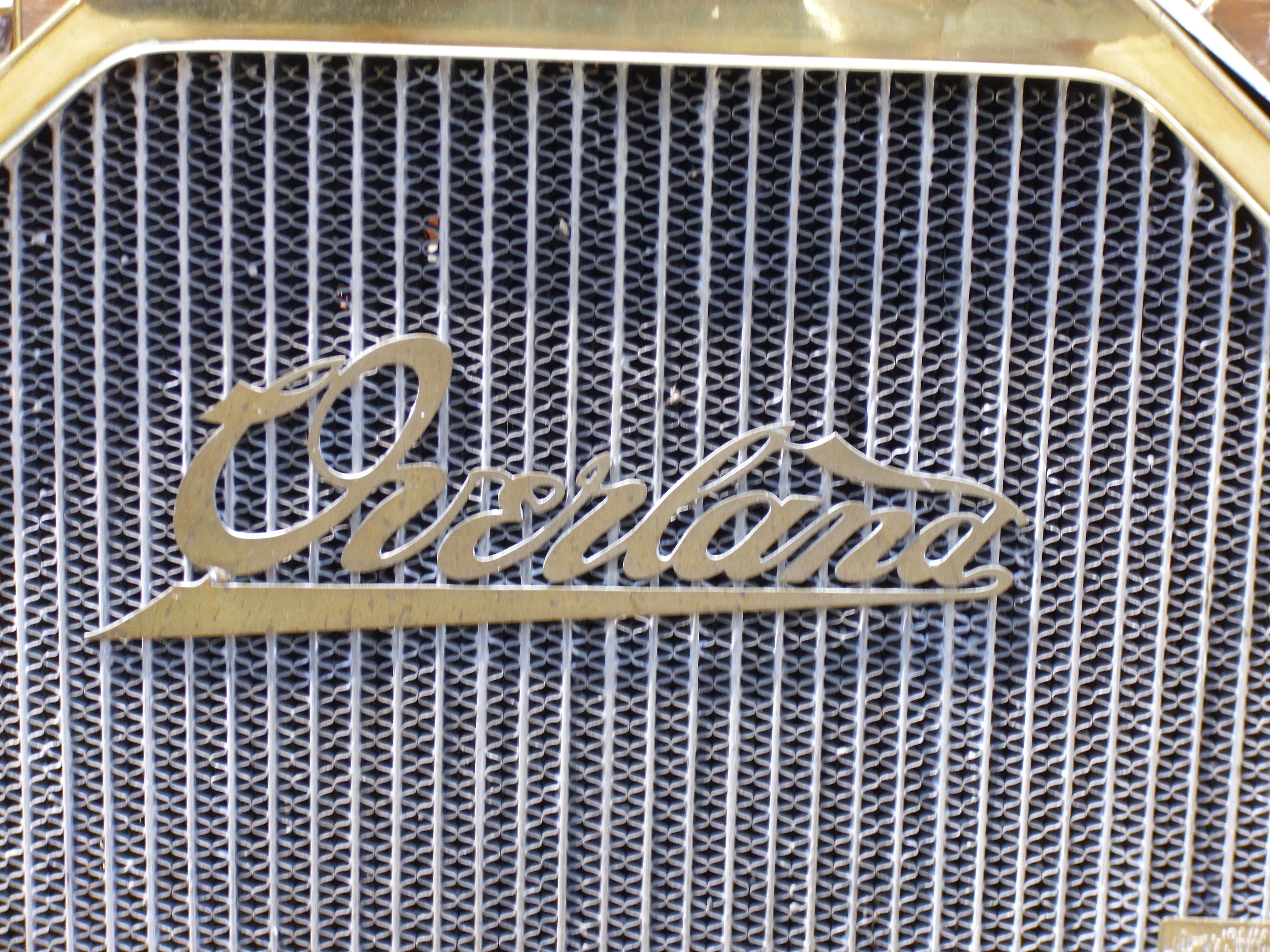
L’emblema Overland sul radiatore
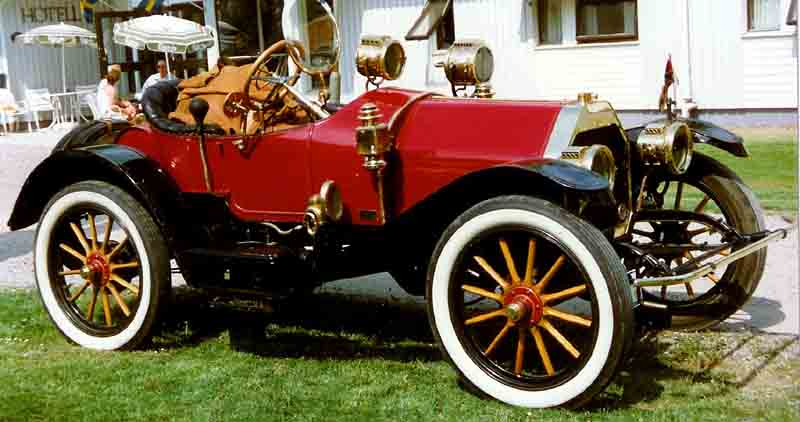
Una Overland Modello 38 roadster del 1910
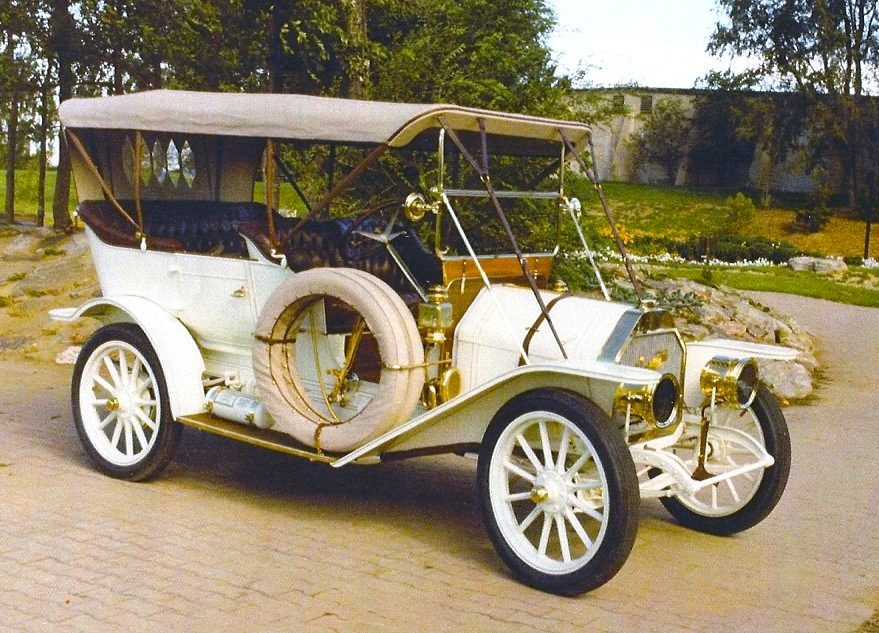
Una Overland Modello 42 del 1910
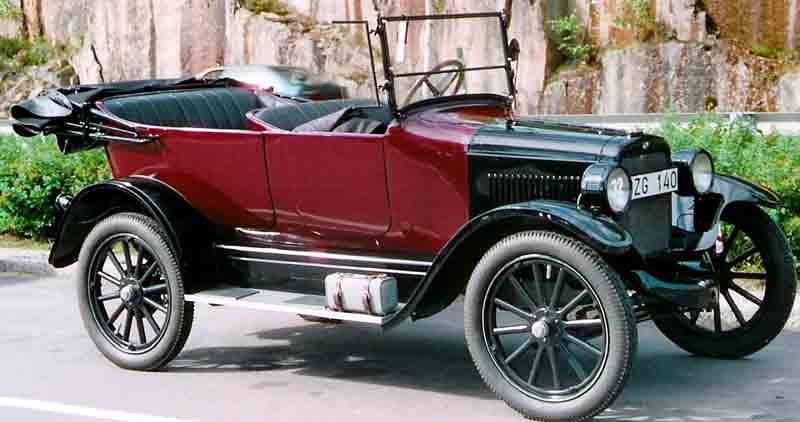
Una Overland Modello 91 del 1922

## Galleria fotografica: i manifesti pubblicitari

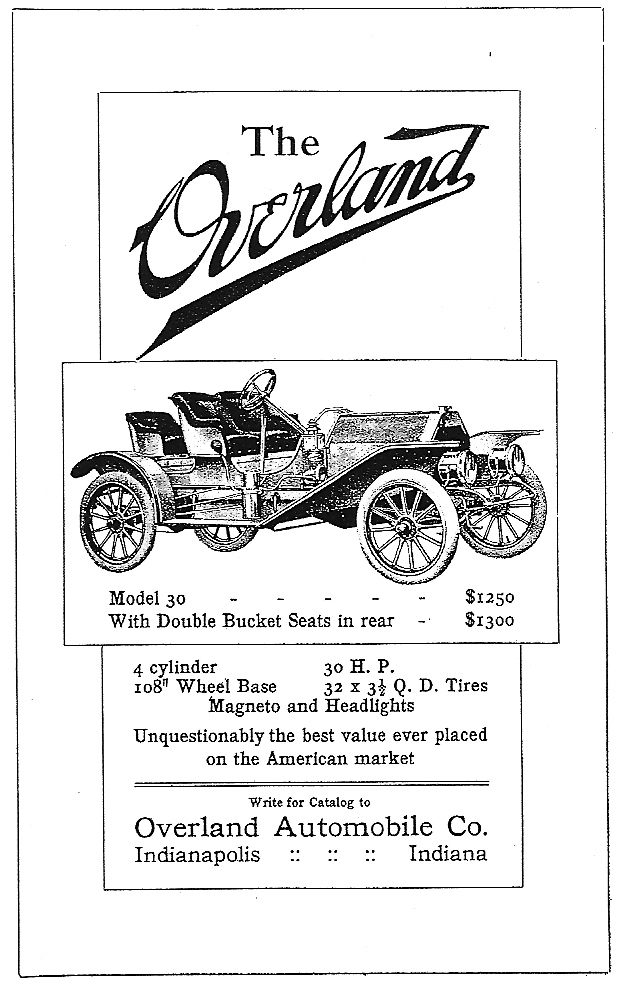
Un manifesto pubblicitario di una Overland 30 H.P. del 1909
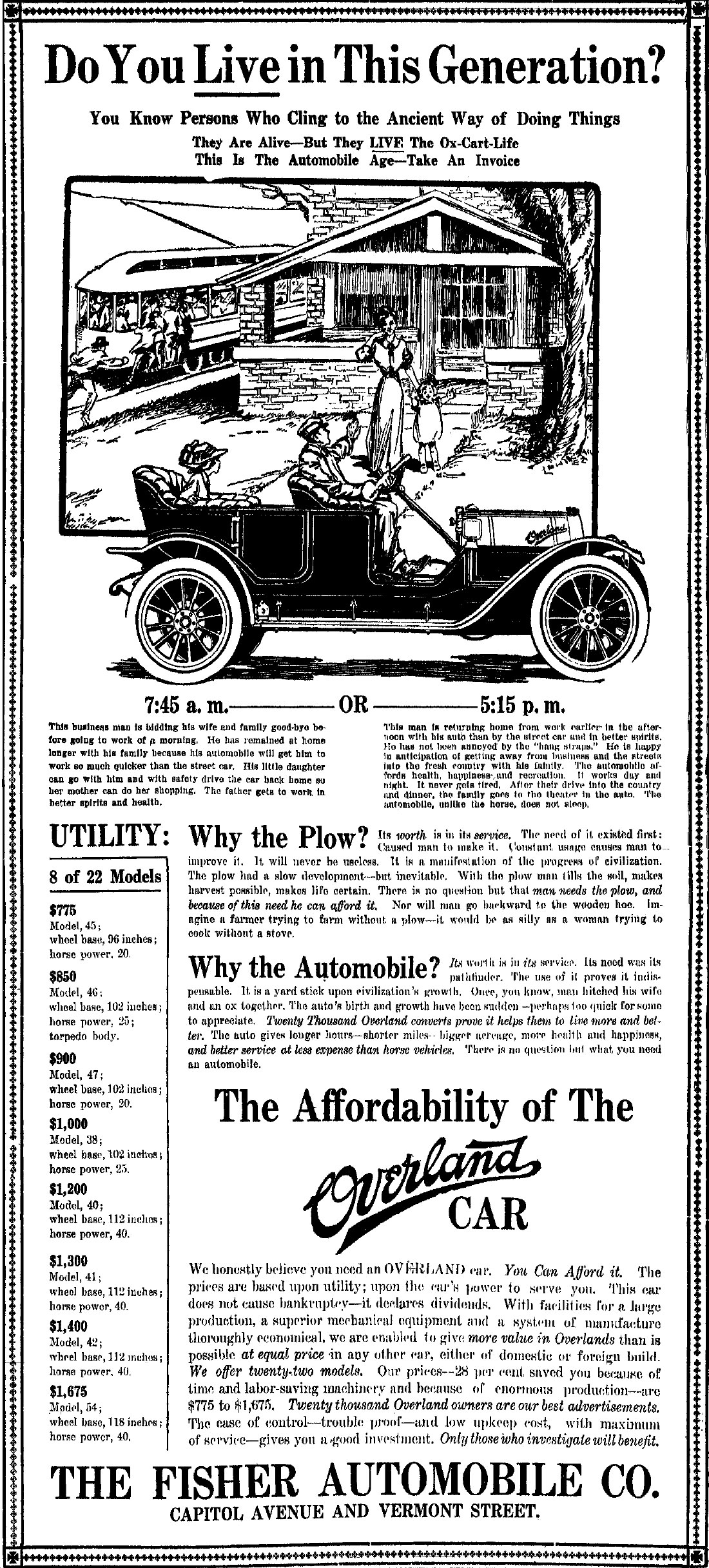
Un annuncio pubblicitario pubblicato il 27 novembre 1910 su The Indianapolis Star per le vetture Overland